# Relaciones Bangladés-Cuba
Las relaciones entre Bangladés y Cuba se refieren a las relaciones bilaterales entre estos dos países. Las relaciones entre los dos países han sido cálidas, ambos países que han puesto sus esfuerzos para fortalecerlas aún más.

## Historia
Las relaciones diplomáticas entre los dos países se iniciaron oficialmente en 1972, justo después de la independencia de Bangladés. Las relaciones tuvieron un momento decisivo cuando Bangladés firmó un controvertido acuerdo con Cuba para exportar bolsas de yute en 1974. El acuerdo enfureció a los Estados Unidos que tenían relaciones hostiles con Cuba y llevaron a la suspensión de la ayuda alimentaria estadounidense a Bangladés. Esto fue seguido por una inundación devastadora en julio-agosto de 1974 que sumergió una gran parte del país asiático y causó un daño severo a la producción doméstica de alimentos. Como resultado, el país fue golpeado por la hambruna de 1974, que mató a casi un millón de personas por hambre. Para permitir el envío de comida y otra ayuda de los Estados Unidos, el gobierno de Bangladés cortó todos los lazos con Cuba y las relaciones bilaterales alcanzaron el nadir. Las relaciones se rejuvenecen cuando el expresidente de Bangladés, Ziaur Rahman, se convirtió en el primer jefe de Estado de su país en hacer una visita oficial a La Habana, en 1979. Los cubanos pueden obtener visado a su llegada a Bangladés.

## Visitas de alto nivel
El expresidente de Bangladés, Ziaur Rahman, realizó una visita oficial a La Habana en 1979.

## Relaciones políticas
Se llevó a cabo una reunión en Bangladés para exigir la liberación de los Cinco Cubanos y 10.000 firmas fueron recogidas para una petición.
Un buque de Ocean Maritime Management Company Ltd (OMM) que es propiedad de Corea del Norte y que estuvo involucrado en el contrabando de armas a Cuba fue rechazado del puerto de Chittagong por la Armada de Bangladés. La Compañía estaba bajo sanciones de la ONU por transportar armas prohibidas de Corea del Norte a Cuba.

## Cooperación económica
Bangladés y Cuba han expresado su interés en ampliar la cooperación económica bilateral entre los dos países y han estado trabajando en este sentido. Las industrias farmacéuticas han sido identificadas como un sector potencial para la cooperación económica entre los dos países.

## Relaciones culturales
La banda de jazz funk afrocubana Motimba realizó conciertos de jazz cubano en Daca.